# 张家湾车辆段
张家湾车辆段是北京地铁 █ 7号线的车辆段。位于北京市通州区文景街道，花庄站西侧。
车辆段用地呈不规则矩形，南北长950米，东西宽440米，用地面积约28.01公顷（约420亩）。北临八通线土桥车辆段及群芳南街，东临东六环路及张采路，西侧为北京环球度假区，承载着全线最大规模的停车列检及架修试车功能。张家湾车辆段原为单轨东四环线的车辆段，后来东四环线部分改为7号线东延，车辆段也改为7号线的车辆段。
该车辆段设有名为“湾里”的上盖项目，预计2025年投入使用。